# Cynthia W. Shelmerdine
Cynthia W. Shelmerdine (* 20. Jahrhundert) ist eine US-amerikanische Klassische Philologin, Archäologin und Mykenologin.
Shelmerdine studierte classics am Bryn Mawr College (A.B. 1970), an der University of Cambridge (B.A. 1972, M.A. 1980) und an der Harvard University (Ph.D. in Klassischer Philologie 1977). Danach war sie Assistant Professor an der University of Texas at Austin (1977–1984), dann Associate Professor (1984–1997) und Professor (1997–2008) und Robert M. Armstrong Centennial Professor of Classics (2002–2008). Seit 2008 ist sie dort Emerita.
Shelmerdine forscht zur Archäologie des ägäischen Bronzezeitalters und zur Sprache (Linear B), Geschichte und Gesellschaft des mykenischen Griechenlands. Sie ist als Expertin für Keramik und Geschichte am Iklaina Archaeological Project der University of Missouri–St. Louis und der Archäologischen Gesellschaft Athen beteiligt. Sie nahm auch an der Ausgrabung von Nichoria durch die Minnesota Messenia Expedition und an dem Pylos Regional Archaeological Project teil.

## Schriften (Auswahl)
- mit Carl A. Rubino (Hrsg.): Approaches to Homer. The University of Texas Press, Austin 1983.
- mit Thomas G. Palaima, Petar Hr. Ilievski (Hrsg.): Studia Mycenaea (1988). Macedonian Academy of Sciences and Arts. Skopje 1989 (= Ziva Antika Monographies No. 7).
- (Hrsg.): The Cambridge companion to the Aegean Bronze Age. Cambridge 2008.